# Lindenmeier
Lindenmeier est un site archéologique composite stratifié, connu pour ses éléments Folsom. Il se situe dans le nord-est du comté de Larimer au Colorado. Il abrite le campement Folsom le plus étendu jamais retrouvé avec une datation au carbone de 10 600 à 10 720 années. Des artéfacts de périodes précolombiennes plus récentes ont également été retrouvés.
Le site fut promu au rang de National Historic Landmark le 20 janvier 1961.